# Lemma (matematika)
V matematice značí lemma (nebo lema) dokázané tvrzení, používané jako mezikrok k důkazu nějakého složitějšího tvrzení. Z toho důvodu se v češtině někdy používá název pomocné tvrzení.
Název lemma se ale vžil i u některých důležitých tvrzení, viz například Zornovo lemma, Bezoutovo lemma, lemma o vkládání atd.
Z formálního hlediska není rozdíl mezi lemmatem a větou.